# Итатуба
Итатуба (порт. Itatuba) — муниципалитет в Бразилии, входит в штат Параиба. Составная часть мезорегиона Сельскохозяйственный район штата Параиба. Входит в экономико-статистический микрорегион Итабаяна. Население составляет 9546 человек на 2006 год. Занимает площадь 244,205 км². Плотность населения — 39,1 чел./км².

## История
Город основан в 1961 году.

## Статистика
- Валовой внутренний продукт на 2003 год составляет 23 765 718,00 реалов (данные: Бразильский институт географии и статистики).
- Валовой внутренний продукт на душу населения на 2003 год составляет 2510,38 реалов (данные: Бразильский институт географии и статистики).
- Индекс развития человеческого потенциала на 2000 год составляет 0,526 (данные: Программа развития ООН).